# Teófilo Ottoni
Teófilo Benedito Ottoni (Vila do Príncipe, 27 de janeiro de 1807 — Rio de Janeiro, 17 de outubro de 1869) foi um jornalista, comerciante, político e empresário brasileiro.

## Biografia
Descendente de italianos, foi deputado provincial por Minas Gerais, deputado geral e senador do Império do Brasil de 1864 a 1869.
À época do Primeiro Reinado escreveu regularmente no periódico oposicionista A Sentinela do Serro, de que foi o principal redator.
Foi um dos principais líderes da Revolução de 1842 em Minas Gerais. Foi vencido por Luís Alves de Lima e Silva, então barão de Caxias, na batalha de Santa Luzia. Preso e processado, foi julgado e absolvido por unanimidade em Mariana, sendo depois beneficiado pela anistia geral decretada pelo imperador Dom Pedro II.
Teófilo Ottoni então se tornou um militante republicano. Foi o criador do costume de acenar para o povo com um lenço branco, tornando isso um gesto simbólico do liberalismo brasileiro.

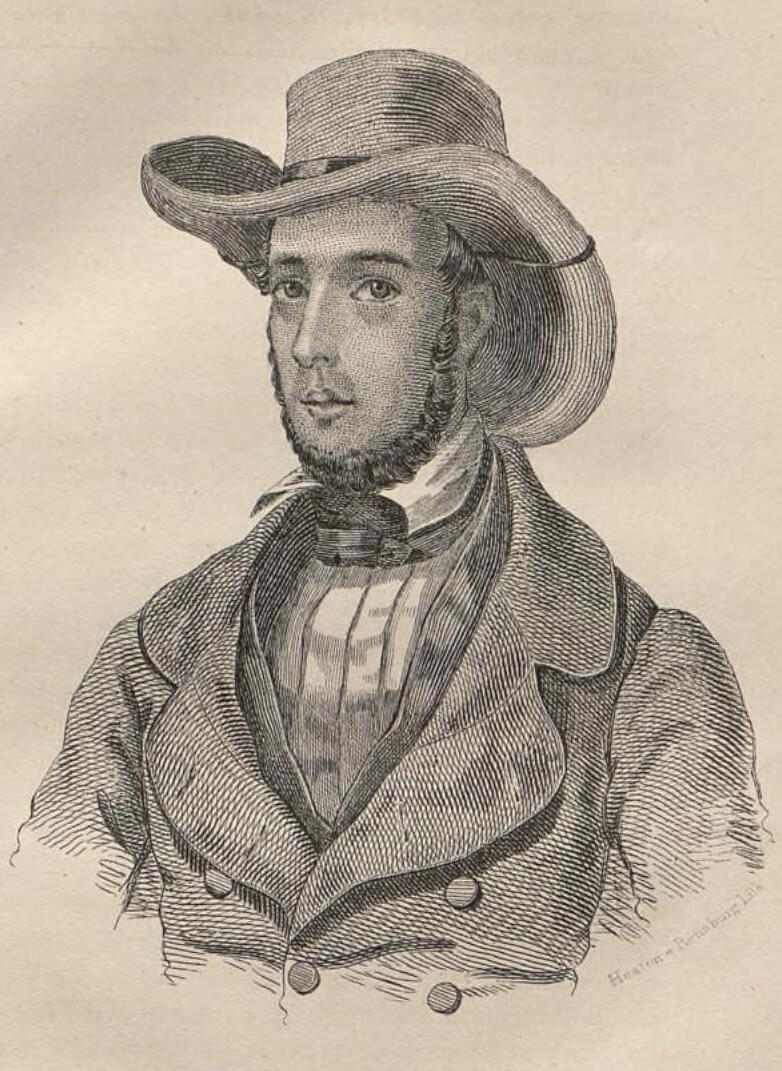
Retrato de Ottoni em litografia de 1844

Entre 1850 e 1860 esteve afastado da política e fundou uma empresa de comércio e colonização no interior de Minas, a "Companhia de Comércio e Navegação do Rio Mucuri", que tinha como objetivo promover o desenvolvimento e colonização do Vale do Rio Mucuri. Assim, incentivou a instalação de imigrantes europeus, particularmente alemães, no Vale do Mucuri.
Através de sua Companhia, liderou expedições pelo nordeste mineiro buscando uma saída das Minas para o mar, a fim de facilitar o escoamento da produção agrícola da região. Uma expedição partiu de Porto de São José (hoje Mucuri - BA) e outra de Serro. No local onde as duas expedições se encontraram, Teófilo Otoni fundou a colônia, Filadélfia, que originaria o município de Teófilo Otoni, localizado a 445 quilômetros de Belo Horizonte.
As expedições foram dificultadas por tribos indígenas que habitavam a região do Vale do Mucuri, sendo muitas delas conhecidas na época como botocudos. Teófilo Otoni iniciou um processo de pacificação, colonização e civilização dos indígenas, procurando negociar a ocupação das terras pelos colonos da Companhia e, ao mesmo tempo, o respeito a áreas reservadas aos indígenas.

## Ottoni e os indígenas

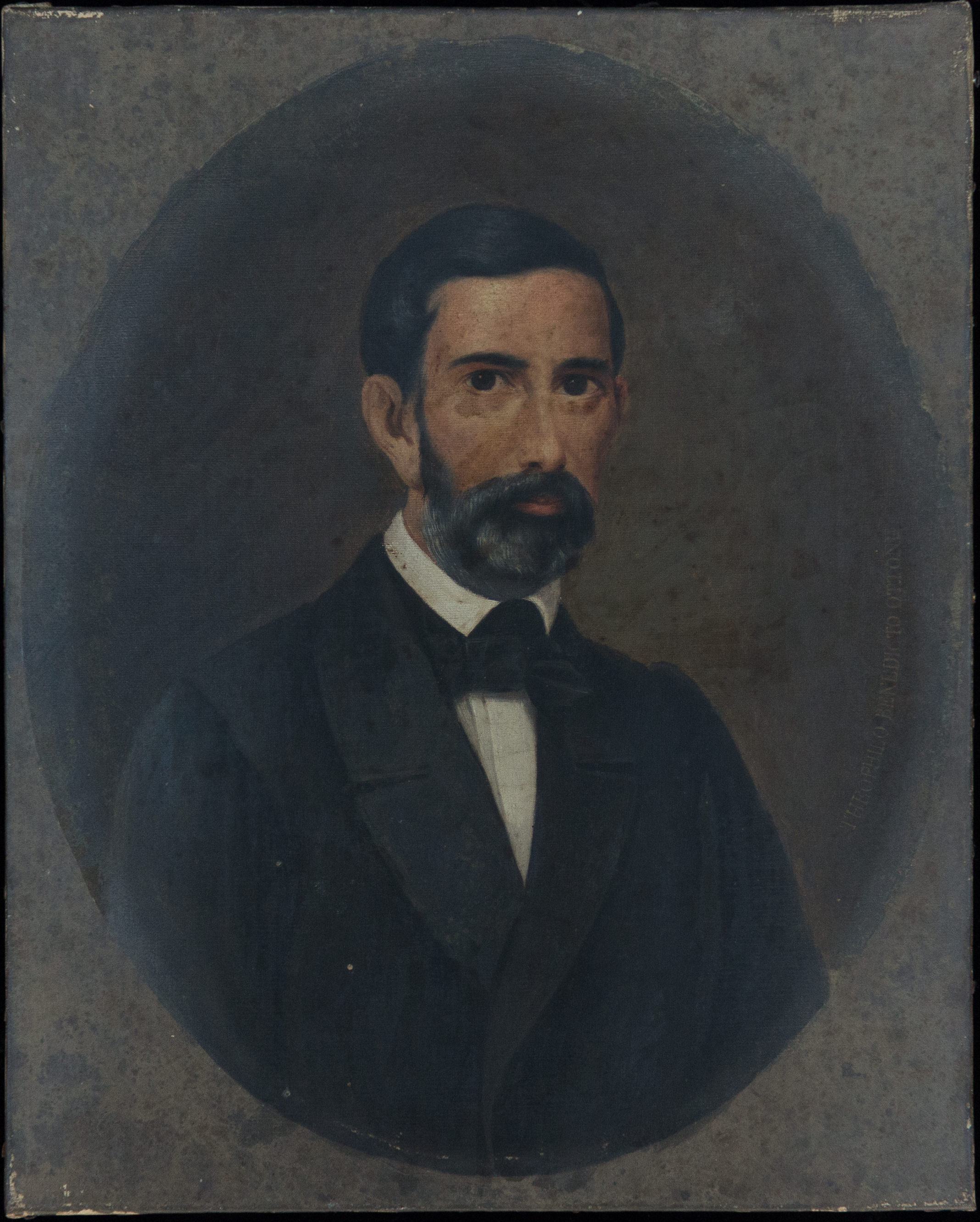
Teófilo Ottoni, da coleção Museu Histórico Nacional.

"Pogirum! Pogirum! Jak-Jemenuk! Jak-Jemenuk!" (Mãos Brancas! Mãos Brancas! Nós já estamos mansos! Já não somos matadores!). Assim dizem que os índios do cacique Poton gritavam para a expedição de Teófilo Otoni, que iniciou a penetração no território dos botocudos em 1847. Estava na área conflagrada do rio Todos os Santos, onde os índios de Poton guerreavam contra os índios do cacique Giporok.
Como a luta se travava em região pretendida pela Companhia do Mucuri, Teófilo Otoni interessou-se em pacificá-los e saiu em busca da tribo de Giporok: "Fiquem mansos vocês, que nós estamos mansos como cágados", disse o cacique a Teófilo Otoni, no seu encontro. Um grande chefe guerreiro tinha acabado de tomar de assalto a fazenda dos Viola, família que mantinha em cativeiro duas crianças botocudas e que foram recuperadas no ataque. O desafio do fazendeiro custou a vida de oito pessoas da sua família. Teófilo Otoni desarmou Giporok e seu grupo com propostas de paz. Em seguida, incentivou o guerreiro a procurar a vila dos civilizados a fim de confraternizar com os brancos.
Aceitando o conselho de Teófilo Otoni, Giporok selou seu destino pois morreu com seus guerreiros. Um branco, Sales, famoso facínora trazido pelo conde de Linhares, assassinou Giporok e 14 botocudos, traiçoeiramente, de emboscada. Era o chefe que denunciava as atrocidades dos brancos, os roubos de kurukas (crianças) e das mulheres, a prisão de índios como escravos das fazendas. Morto o cacique, surgiu para Teófilo Otoni a oportunidade de negociar a paz, sobretudo com os índios de Todos os Santos, os naknenuks, que formavam uma espécie de confederação na luta permanente contra ele. Os botocudos (infelizmente para eles) lutavam muito entre si. Teófilo Ottoni foi contemplado com a fatia de território desejada para a Companhia do Mucuri e só veio a conhecer a ira dos botocudos quando começou a abrir estradas em terra indígena. Imã levantou seus guerreiros contra ele, com adesão de outros chefes, mas Teófilo Ottoni foi defendido pelo cacique Timóteo e pôde penetrar em terreno botocudo, até então inacessível aos civilizados.

## Obras
OTTONI, Teófilo Benedito & OTTONI, Honório Benedito. Condições para Incorporação de uma Companhia de Comércio e Navegação do Rio Mucuri, precedidas de uma exposição das vantagens da empresa. Rio de Janeiro: Tipografia Imperial e Constitucional de J. Velleneuve e Companhia, 1847.
OTTONI, Teófilo Benedito. Notícia Sobre os Selvagens do Mucuri. Organização: Regina Horta Duarte. Belo Horizonte: Editora UFMG, 2002.
____. Circular dedicada aos Srs. Eleitores de senadores pela província de Minas Gerais no quadriênio atual e especialmente dirigida aos Srs. eleitores de deputados pelo 2º distrito eleitoral da mesma Província para a próxima legislatura. Revista do Instituto Histórico e Geográfico Brasileiro. Tomo LXXVIII, Parte 2. Rio de Janeiro: 1916.
_____. A Colonização do Mucuri. Rio de Janeiro: Tipografia Brasiliense de Maximiano Gomes Ribeiro, 1859. In: Valdei Lopes de Araujo (org.). Teófilo Benedito Ottoni e a Companhia do Mucuri: a modernidade possível. Belo Horizonte: Secretaria de Estado da Cultura; Arquivo Público Mineiro, 2007.
____. Companhia do Mucuri. História da empresa, importância de seus privilégios, alcance dos seus projetos. Rio de Janeiro: Tipografia Imperial e Constitucional de J. Villeneuve e Companhia, 1856. In.: ARAUJO, Valdei Lopes de (org.). Teófilo Benedito Ottoni e a Companhia do Mucuri: a modernidade possível. Belo Horizonte: Secretaria de Estado da Cultura; Arquivo Público Mineiro, 2007.
____. Breve Resposta ao Relatório de Liquidação da Cia. do Mucuri, por parte do Governo. Rio de Janeiro: Tip. de M. Barreto, Mendes Campos e Comp., 1862.
____. Discursos Parlamentares. Seleção e introdução de Paulo Pinheiro Chagas. Brasília: Câmara dos Deputados, 1979.
____. Relatório apresentado aos acionistas da Companhia do Mucuri por Teófilo Benedito Ottoni em 15 de outubro de 1857. Rio de Janeiro: Tipografia Imperial e Constitucional de J. Villeneuve e Companhia, 1857. (Coleção Assuntos Mineiros) In.: ARAUJO, Valdei Lopes de (org.). Teófilo Benedito Ottoni e a Companhia do Mucuri: a modernidade possível. Belo Horizonte: Secretaria de Estado da Cultura; Arquivo Público Mineiro, 2007.
____. Relatório apresentado aos acionistas da Companhia do Mucuri no dia 15 de maio de 1860. Rio de Janeiro: Tipografia do Correio Mercantil, 1860. (Coleção Assuntos Mineiros) In.: ARAUJO, Valdei Lopes de (org.). Teófilo Benedito Ottoni e a Companhia do Mucuri: a modernidade possível. Belo Horizonte: Secretaria de Estado da Cultura; Arquivo Público Mineiro, 2007.